# Сяськелевское сельское поселение
Ся́ськелевское се́льское поселе́ние — упразднённое муниципальное образование на территории Гатчинского муниципального округа Ленинградской области. Бывший административный центр — деревня Сяськелево.

## Географическое положение
Общая площадь — 154 кв².
Поселение расположено в северо-западной части Гатчинского муниципального округа. Граничило:
- на севере — с Ломоносовским муниципальным районом
- на востоке — с Пудостьским сельским поселением
- на юго-востоке — с Войсковицким сельским поселением
- на юге — с Елизаветинским сельским поселением
- на западе — с Волосовским муниципальным районом

По территории упразднённого поселения проходят автодороги:
- А120 (Санкт-Петербургское южное полукольцо)
- 41К-013 (Жабино — Вересть)
- 41К-023 (Старые Низковицы — Кипень)
- 41К-102 (Войсковицы — Мариенбург)
- 41К-104 (Елизаветино — Скворицы)
- 41К-219 (Елизаветино — Фьюнатово)
- 41К-220 (Кезелево — Большое Ондрово)
- 41К-227 (Сяськелево — Муттолово)
- 41К-498 (Спецподъезд № 8044)

Расстояние от бывшего административного центра поселения до центра муниципального округа — 21 км

## История
По данным 1990 года центр Большеондровского сельсовета перенесён в деревню Сяськелево, а сельсовет переименован в Сяськелевский.
18 января 1994 года постановлением главы администрации Ленинградской области № 10 «Об изменениях административно-территориального устройства районов Ленинградской области» Сяськелевский сельсовет, также как и все другие сельсоветы области, преобразован в Сяськелевскую волость.
1 января 2006 года в соответствии с областным законом № 113-оз от 16 декабря 2004 года образовано Сяськелевское сельское поселение, в его состав вошла территория бывшей Сяськелевской волости. Всего 1410 хозяйств расположенных в 21 населённом пункте.
Упразднено 13 мая 2024 года в связи с образованием Гатчинского муниципального округа вместо Гатчинского района.

## Население
| 2006  | 2010  | 2011  | 2012  | 2013  | 2014  | 2015  |
| ----- | ----- | ----- | ----- | ----- | ----- | ----- |
| 4187  | ↗4925 | ↗4928 | ↗5013 | ↗5113 | ↗5196 | ↗5266 |
| 2016  | 2017  | 2018  | 2019  | 2020  | 2021  | 2023  |
| ↘5248 | ↗5277 | ↗5315 | ↘5311 | ↘5194 | ↗7440 | ↘7422 |
| 2024  |       |       |       |       |       |       |
| ↗7444 |       |       |       |       |       |       |

По данным администрации Ленинградской области общая численность населения на 01.01.2006 — 4187 человек.
По данным администрации поселения общая численность населения на 01.01.2012 — 4604 человек.
По данным администрации поселения общая численность населения на 01.01.2013 — 4619 человек.
По данным администрации поселения общая численность населения на 01.01.2018 — 5154 человека
Наименее населённое поселение района. Крупнейшими населёнными пунктами являются деревни Сяськелево, Тойворово и Жабино.

## Состав сельского поселения
| №  | Населённый пункт | Тип населённого пункта          | Население    |
| -- | ---------------- | ------------------------------- | ------------ |
| 1  | Акколово         | деревня                         | →5 (2017)    |
| 2  | Большое Ондрово  | деревня                         | ↘47 (2017)   |
| 3  | Войсковицы       | деревня                         | ↗213 (2017)  |
| 4  | Вохоново         | деревня                         | ↘91 (2017)   |
| 5  | Вытти            | деревня                         | ↗21 (2017)   |
| 6  | Жабино           | деревня                         | ↗895 (2017)  |
| 7  | Кастино          | деревня                         | ↗9 (2017)    |
| 8  | Крокшево         | деревня                         | →1 (2017)    |
| 9  | Малое Ондрово    | деревня                         | ↘4 (2017)    |
| 10 | Муттолово        | деревня                         | ↘18 (2017)   |
| 11 | Новые Низковицы  | деревня                         | ↘8 (2017)    |
| 12 | Переярово        | деревня                         | ↗37 (2017)   |
| 13 | Питкелево        | деревня                         | ↗17 (2017)   |
| 14 | Реболово         | деревня                         | ↗14 (2017)   |
| 15 | Ронилово         | деревня                         | ↘10 (2017)   |
| 16 | Саванкюля        | деревня                         | ↗18 (2017)   |
| 17 | Старые Низковицы | деревня                         | ↗320 (2017)  |
| 18 | Сяськелево       | деревня, административный центр | ↗3062 (2021) |
| 19 | Тойворово        | деревня                         | ↘886 (2017)  |
| 20 | Туганицы         | деревня                         | ↗114 (2017)  |
| 21 | Фьюнатово        | деревня                         | →28 (2017)   |

### Упразднённые населённые пункты
В 1970 году были сняты с учёта деревни, из которых выбыло всё население: Большие Туганицы, Вянзелево, Лузики, Малое Жабино, Малое Муттолово, Пунколово, Песколово, Старое Муттолово, Суйколово.

## Экономика
На территории упразднённого поселения расположены 44 предприятия производственной и непроизводственной сферы.
Крупнейшими из них являются сельскохозяйственные предприятия ОАО «Племенной завод „Пламя“» в Сяськелево и ЗАО «Племенной завод „Большевик“» в Жабино.

## Местное самоуправление
Представительным органом местного самоуправления в поселении являлся совет депутатов, состоявший из 10 членов. Его возглавлял глава поселения, избираемый депутатами из своего состава, последним из них являлась Маргарита Михайловна Алексеева.
В совете депутатов были сформированы три постоянные комиссии:
- по вопросам социальной политики
- по вопросам бюджетной и экономической политики
- по вопросам местного самоуправления, жилищно-коммунального хозяйства, благоустройства и другим отраслям обслуживания населения

Исполнительным органом местного самоуправления являлась администрация. Её возглавлял глава администрации, назначаемый советом депутатов поселения. В 2006—2009 годах им была Антонина Александровна Строцкая, затем её сменила Елена Евгеньевна Фёдорова. Штатная численность работников администрации составляла 13 человек.

## Инфраструктура
Из объектов инфраструктуры на территории упразднённого поселении имеются:
- МДОУ «Детский сад № 25 комбинированного вида» в Сяськелево[31]
- МОУ «Пламенская средняя общеобразовательная школа» в Сяськелево[32]
- МУК «Сяськелевский информационно-культурный центр», в состав которого входят Жабинская и Сяськелевская сельские библиотеки
- МОУДОД «Сяськелевская детская музыкальная школа»
- Сяськелевская амбулатория[33]
- Отделения «Почты России» в Большом Ондрово, Жабино и Сяськелево
- Дополнительный офис № 1895/0905 Северо-Западного банка Сбербанка России в Сяськелево
- Предприятия розничной торговли и бытового обслуживания населения

## Транспорт
По территории упразднённого поселения проходят следующие автобусные маршруты:
- № 521: Гатчина, Варшавский вокзал — Черемыкино
- № 522: Гатчина, Варшавский вокзал — Тойворово
- № 523: Гатчина, Варшавский вокзал — Луйсковицы
- № 530: Гатчина, Варшавский вокзал — Раболово
- № 536: Гатчина, Варшавский вокзал — Жабино
- № 543: Гатчина, Варшавский вокзал — Елизаветино
- № 665: Санкт-Петербург, улица Червонного Казачества — Волосово
- № 833А: Санкт-Петербург, Балтийский вокзал — Калитино

Ближайшая железнодорожная станция — Войсковицы.